# Cochliobolus luttrellii
Cochliobolus luttrellii är en svampart som beskrevs av Alcorn 1990. Cochliobolus luttrellii ingår i släktet Cochliobolus och familjen Pleosporaceae.   Inga underarter finns listade i Catalogue of Life.